# Moral (ciència militar)

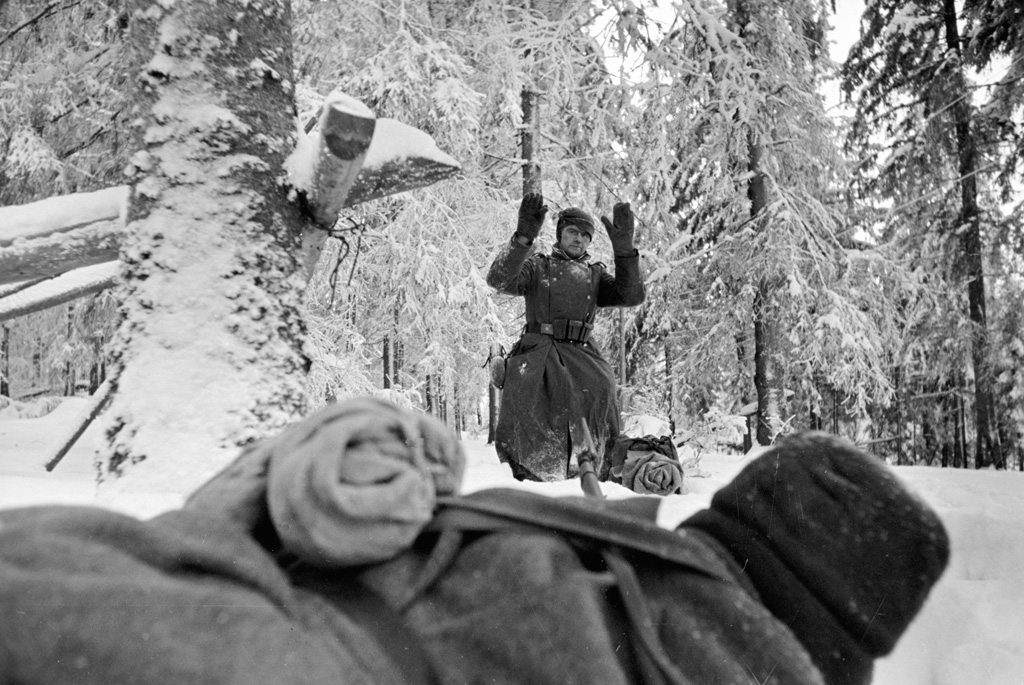
Un soldat alemany desmoralitzat es rendeix a l'Exèrcit Roig durant la batalla de Moscou.

La moral és l'estat mental d'un soldat que l'encoratja o l'hi impedeix dur a terme els seus objectius durant un conflicte armat. És un factor fonamental en l'efectivitat de les unitats militars i pot decantar decisivament el resultat d'un enfrontament. Tropes amb una elevada moral poden lluitar en inferioritat de condicions i guanyar, mentre que soldats desmoralitzats poden ser derrotats encara que tinguin millors possibilitats.
La moral s'ha estudiat des de l'antiguitat i els grans caps militars sempre l'han tingut en compte. Abans del segle xx, generalment, els comandants consideraven que la moral es podia considerar adequada si la tropa estava ben alimentada, vestida, disposava de refugi i salari. La creença en una causa es considerava menys important que tenir un bon capitost o la promesa de glòria i botí. Les nocions modernes de la moral van aparèixer durant la Primera Guerra Mundial, quan la guerra de trinxeres va causar les primeres baixes causades per estrès.
Actualment la moral continua afectant de forma decisiva el resultat de les guerres. Tot i que els exèrcits professionals moderns estiguin extraordinàriament ben liderats i entrenats, les noves tecnologies augmenten la pressió psicològica sobre els combatents.

## Factors d'influència

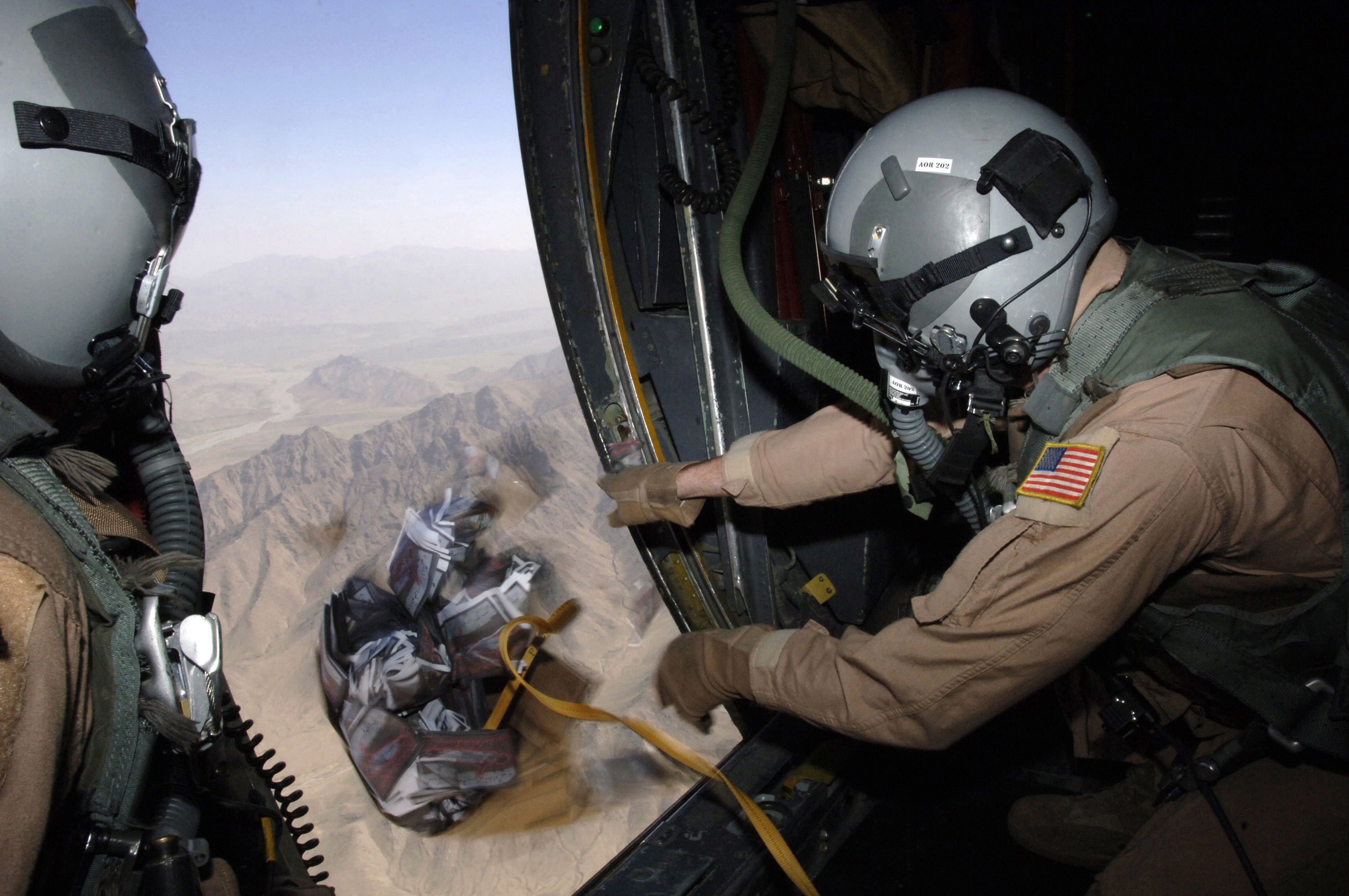
Tripulants d'un C-130 Hercules, de la USAF, llançant 10.000 pamflets a l'Afganistan per minvar la moral dels talibans, l'any 2007.

En general, els components o factors que influeixen positivament la moral dels soldats es pot condensar en els següents punts:
- Bon lideratge - Per exemple que els superiors comparteixin riscos amb la tropa o demostrin competència.
- Confiança en si mateix - Que els soldats creguin en les seves capacitats i habilitats.
- Cohesió - Compartir experiències o tenir confiança en les decisions dels superiors.
- Esperit de cos (Esprit de corps) - Lleialtat i orgull envers la unitat.
- Provisions i necessitats bàsiques - Per assegurar una bona moral s'ha d'assegurar als soldats aigua potable, suficients hores de son, material higiènic, menjar…
- Bon equipament - La tropa ha de disposar de bon armament, vehicles i suport logístic.
- Propòsit significatiu - Els soldats han de creure en la tasca que estan duent a terme.

A més a més de l'absència dels factors anteriors, algunes condicions que poden influir negativament a la moral són: una pobre comunicació, una indumentària deficient, problemes disciplinaris, derrotisme o pessimisme, una mala reacció a la crítica per part dels superiors, un relativament elevat nombre de malalts...